# Hodinka Antal
Hodinka Antal (Ladomér, 1864. január 13. – Budapest, 1946. július 15.) a magyarországi ruszinok világhírű kutatója, történész, egyetemi tanár, az MTA tagja.

## Élete, és munkássága
Hodinka Antal 1864. január 12-én született görögkatolikus papi családban (apja: Hodinka Román 1836–1913), a Zemplén vármegyei Ladomér községben. Az ungvári Királyi Katolikus Gimnáziumban 1882-ben érettségizett, utána Ungváron és Budapesten folytatta teológiai tanulmányait. 
1888 őszétől az Országos Széchényi Könyvtár munkatársa, majd Bécsben az Osztrák Történeti Intézetnél ösztöndíjas volt. 1891-ben a Budapesti Tudományegyetem Bölcsészeti Karán doktorátust szerzett szláv filológiából, magyar történetből és oklevéltanból, majd 1896-ban teológiai diplomát. 1892–1906 között Bécsben levéltáros, könyvtáros volt. 
1891–92-ben, Thallóczy Lajos történész beosztottjaként a bécsi közös osztrák-magyar Pénzügyminisztérium levéltárában dolgozott, majd az 1892–1906 közötti időszakban Ferenc József császári és királyi hitbizományi magánkönyvtárának egyetlen magyarországi könyvtárosa volt. 1905-ben a Budapesti Tudományegyetem bölcsészkarán magántanári képesítést nyert a magyar és szláv történeti érintkezések tárgyköréből. 1906-tól a Pozsonyi Jogakadémia, 1916-tól pedig ugyanott, az Erzsébet Tudományegyetem professzora volt. 
1920-ban, egyetemével együtt, elhagyta Pozsonyt és átmenetileg Budapesten, majd 1923-tól Pécsett dolgozott, ahol az 1926/27-es tanévben a Bölcsészkar dékánja, az 1932–33-as tanévben, az ott újraélesztett Erzsébet Tudományegyetem rektorává választották.
1934-ben Budapestre költözött nyugdíjasként, itt folytatta tudományos munkáját. 1941–43-ban tudományos akadémiai funkciót is betöltő Kárpátaljai Tudományos Társaság első elnöke lett. A Magyar Tudományos Akadémia 1910-ben levelező, 1933-ban rendes tagjává választotta. 
1946. július 15-én hunyt el Budapesten.

## Művei
Tudományos munkássága három nagyobb témakörre osztható:
1. a szláv-magyar kapcsolatok története
2. Pécs város története
3. a kárpátaljai ruszinok egyházi és világi története

- A rutének
- Cseh források
- A szerb fejedelemség viszonya Magyarországhoz (Bp., 1889)
- A szerb történet forrásai és az első kora (1891)
- Szláv források (1898)
- Tanulmányok a bosnyák-djakovári püspökség történetéből (1898)
- A horváth véghelyek oklevéltára, 1490-1527 (Thallóczy Lajossal, 1903)
- A munkácsi görög-katholikus püspökség története (Bp. 1909)
- Egyházunk küzdelme a bosznia bogomil eretnekekkel (191?)
- A munkácsi görög-katholikus püspökség története (Bp. 1909)
- A Munkácsi gör. szert. püspökség okmánytára (1911–)
- A tokaji görög kereskedőtársulat kiváltságának az ügye 1725-1772 (1912)
- Kálmán királyunk 1099-iki perenysli csatája (1914)
- "Gens fidelissima". Ungvár, 1915. Online
- Az orosz évkönyvek magyar vonatkozásai (1916)
- A római levéltárak és könyvtárak ismertetése (1917–)
- Adalékok az ungvári vár és tartománya és Ungvár város történetéhez (1917)
- A kárpátaljai rutének lakóhelye, gazdaságuk és multjuk (Bp.1923)
- A muszka könyvárusok hazánkban (gróf Klobelsberg-Emlékkönyv)
- A magyarországi rutén letelepülések története (megbízás az MTA II. oszt. által hirdetett nyílt pályázaton)
- Négy egykorú jelentés az 1704-i pécsi rácz dúlásról (1932)
- A töröktől visszafoglalt Pécs első fele (1934)
- Ami a karlócai békekötésből kimaradt és következményei (Pécs 1935)
- II. Rákóczi Ferenc fejedelem és a "gens fidelissima" (1937)
- Szent István emlékezete és királyságának eszméje a szlávoknál (Bp. 1938)
- Adalékok Pécs város történetéhez 1686–1701-ig (1943)
- Ruszin-magyar igetár (1945)
- Cseh források; sajtó alá rend. Heé Veronika, előszó Udvari István; BGYTF, Nyíregyháza, 1994 (A Vasvári Pál Társaság füzetei)
- Adalékok az ungvári vár és tartománya, és Ungvár város történetéhez; Kárpátaljai Magyar Kulturális Szövetség, Ungvár, 1999 (Clio)